# Carlos Campos
Carlos Héctor Campos Silva (Santiago, 14 de fevereiro de 1937 – 11 de novembro de 2020), popularmente conhecido como "El Tanque", foi um futebolista chileno. Competiu na Copa do Mundo FIFA de 1962, sediada no Chile.

## Carreira
Campos atuou de 1956 a 1969 no Universidad de Chile, único clube de sua carreira, com o qual conquistou seis títulos do Campeonato Chileno e foi artilheiro três vezes do torneio em 1961, 1962 e 1966.
Fez parte do elenco da seleção de seu país que conquistou o terceiro lugar na Copa do Mundo FIFA de 1962, jogando apenas a partida decisiva pelo bronze contra a Iugoslávia.

## Morte
Campos morreu em 11 de novembro de 2020, aos 83 anos, de insuficiência respiratória causada por uma fibrose pulmonar.